# Кумагаи, Саки
Саки Кумагаи (яп. 熊谷 紗希 Кумагаи Саки, род. 17 октября 1990, Саппоро) — японская футболистка, защитница итальянского клуба «Рома» и капитан сборной Японии. Чемпионка мира 2011 года, серебряный призёр летних Олимпийских игр 2012. Двукратный победитель Лиги чемпионов УЕФА.

## Карьера

### Клубы
Первым профессиональным клубом в карьере Кумагаи стал «Урава Ред Даймондс», в составе которого она выиграла чемпионат Японии.
С 2011 года выступала за «Франкфурт».
С 2013 года играет в «Лионе». В финале Лиги чемпионов 2016 против «Вольфсбурга» реализовала победный послематчевый пенальти и была признана лучшим игроком матча.
12 мая 2021 года перешла в мюнхенвую «Баварию».
В 2023 году перешла в итальянский клуб «Рома».

### Сборная
За национальную сборную играет с 2008 года. В 2010 году стала чемпионкой Азиатских игр. Входила в состав сборной на чемпионаты мира 2011 и 2015.

## Достижения

### Клуб
Урава Ред Даймондс:
- Чемпионка Японии: 2009

Олимпик Лион:
- Победительница Лиги чемпионов УЕФА: 2015/16, 2016/17
- Чемпионка Франции: 2013/14, 2014/15, 2015/16, 2016/17
- Обладательница Кубка Франции: 2014, 2015, 2016, 2017

### Сборная
Япония:
- Серебряный призёр Олимпийских игр: 2012
- Чемпионка мира: 2011
- Серебряный призёр чемпионата мира: 2015
- Чемпионка Азиатских игр: 2010